# Focșeasca, Vaslui
Focșeasca este un sat în comuna Tăcuta din județul Vaslui, Moldova, România.
 Acest articol despre o localitate din județul Vaslui este deocamdată un ciot. Puteți ajuta Wikipedia prin completarea lui.